# Baborów
Baborówⓘ (antes Baworów, em alemão: Bauerwitz, em tcheco/checo: Bavorov) é um município no sudoeste da Polônia, na voivodia de Opole, no condado de Głubczyce e é a sede da comuna urbano-rural de Baborów. Geograficamente está situado no sopé dos Sudetos, no rio Psina.
Estende-se por uma área de 11,9 km², com 2 793 habitantes, segundo o censo de 31 de dezembro de 2024, com uma densidade de 235 hab./km².
Baborów recebeu o foral de cidade antes de 1340, perdeu o estatuto antes de 1575 e o recuperou em 1718.

## Toponímia
O nome de Baborów vem do nome Bawor, sendo um sinônimo etimológico de Bawara, ou seja, o bávaro.
Na lista alfabética de cidades da Silésia, publicada em 1830 em Breslávia por Johann Knie, a cidade aparece sob o nome alemão Bauerwitz e o nome polonês Baborow. O censo geográfico e topográfico de cidades da Prússia de 1835 menciona o nome polonês da cidade de Baborow e o nome alemão de Bauerwitz.
O nome polonês de Baborów no livro “Um breve esboço da geografia da Silésia para a ciência inicial” publicado em Głogówek em 1847 foi mencionado pelo escritor silesiano Józef Lompa.
O nome atual foi aprovado administrativamente em 12 de novembro de 1946.

## Localização
Baborów ocupa a parte sul da voivodia de Opole e faz fronteira com as comunas de Kietrz, Głubczyce, Pawłowiczki e a comuna de Pietrowice Wielkie pertencente à voivodia da Silésia. A área da comuna de Baborów é de 118 km², dos quais 9 597 hectares são terras aráveis. As fronteiras administrativas da comuna incluem a cidade de Baborów e 11 aldeias:
- Babice
- Boguchwałów com a aldeia Wierzbno
- Czerwonków com o conjunto habitacional Czerwonków
- Dziećmarów
- Dzielów
- Księże Pole
- Raków
- Sułków
- Sucha Psina
- Szczyty
- Tłustomosty com a colônia Langowo

## História

### Idade Média

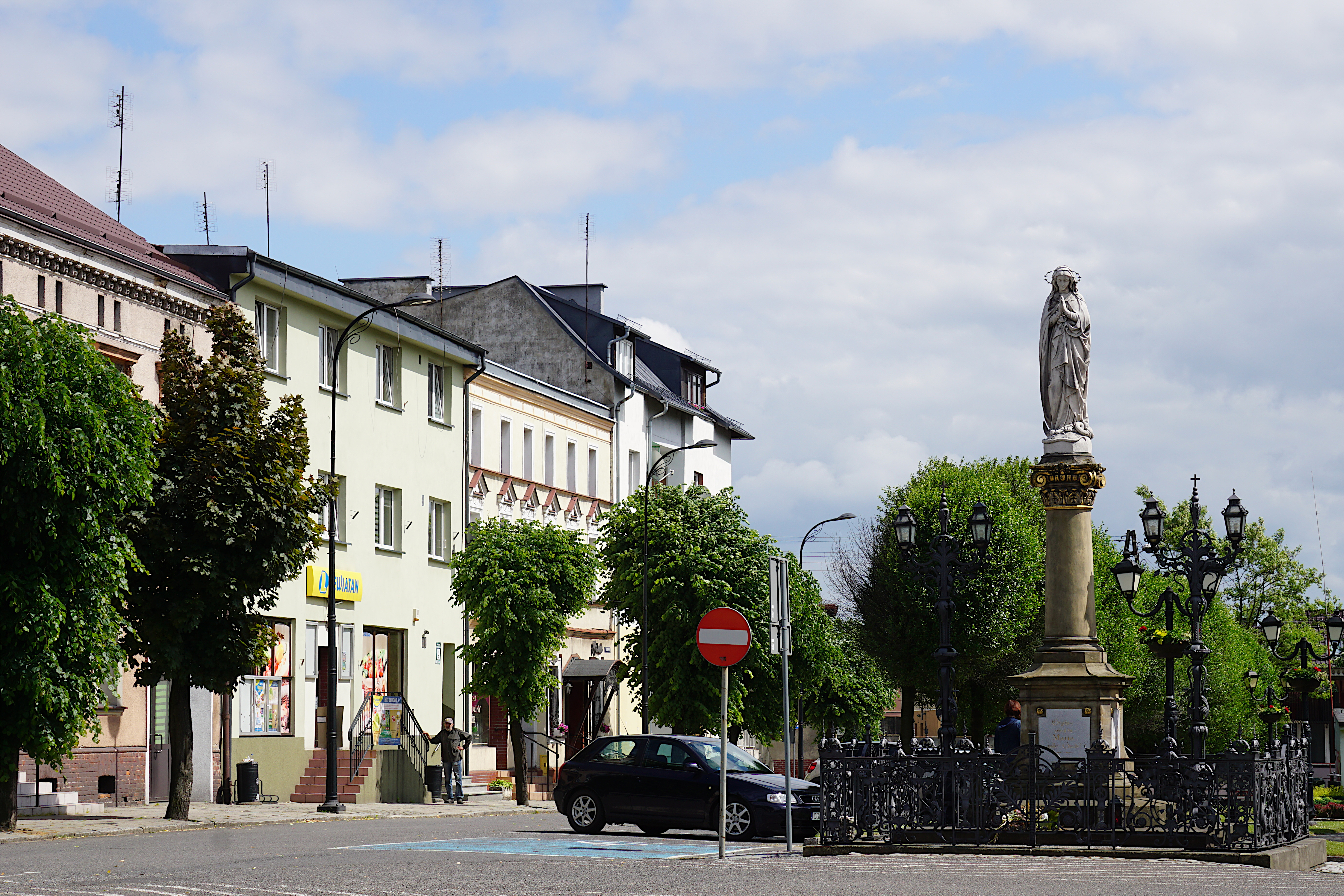
Praça principal

O rio Psina, correndo por Baborów, tornou-se um rio de fronteira entre a Polônia e a Morávia, talvez já como parte da Paz de Kłodzko em 1137, ou talvez mais tarde, mas antes do final do século XII. Inicialmente, a margem esquerda norte estava do lado polonês (Racibórz). A aldeia de Lichan, mencionada em 1223, deveria ficar aqui, na área da posterior Baborów. O príncipe Vladislau de Opole perdeu um pedaço de terra na margem esquerda do rio Psina em seu curso superior e médio em 1253, após uma expedição malsucedida contra o futuro rei tcheco Otacar II da Boêmia. Provavelmente após este evento, os tchecos construíram um novo assentamento no lugar de Lichania, cujo primeiro proprietário conhecido seria o magnata e dignitário tcheco, que morreu em 1291, Otacar II da Boêmia Bawor II ze Strakonic (também conhecido pela história como Bavor III). A primeira menção da própria cidade vem de um documento datado de 1296. Jaroslau (Jeroslaum advocatum de Baurwitz) é mencionado nele. A menção do administrador da comuna pode indicar um local segundo a lei alemã. Inicialmente, a maioria dos cerca de 200 a 300 habitantes da cidade era de origem eslava. A localização de Baborów foi um dos elementos da ampla política tcheca no planalto de Glubczyce. Ao mesmo tempo, os joanitas de Grobniki fundariam Jaroniów (em alemão: Jernau) na margem sul. Em 1337, o Ducado de Opava, que havia sido separado da Morávia, foi fundido com o Ducado de Racibórz da Silésia. Isso abriu caminho para a expansão de Racibórz próximo de Baborów. No século XIV, a cidade foi comprada pelo convento das irmãs dominicanas do Espírito Santo em Racibórz. A igreja paroquial mencionada em 1386 foi provavelmente construída na época da sua fundação. O pároco foi o padre Leerbeth, de origem alemã, sucedido por um certo Vaclau. Em 1405 Baborów já era uma cidade administrada pelo município.

### Séculos XVI a XX

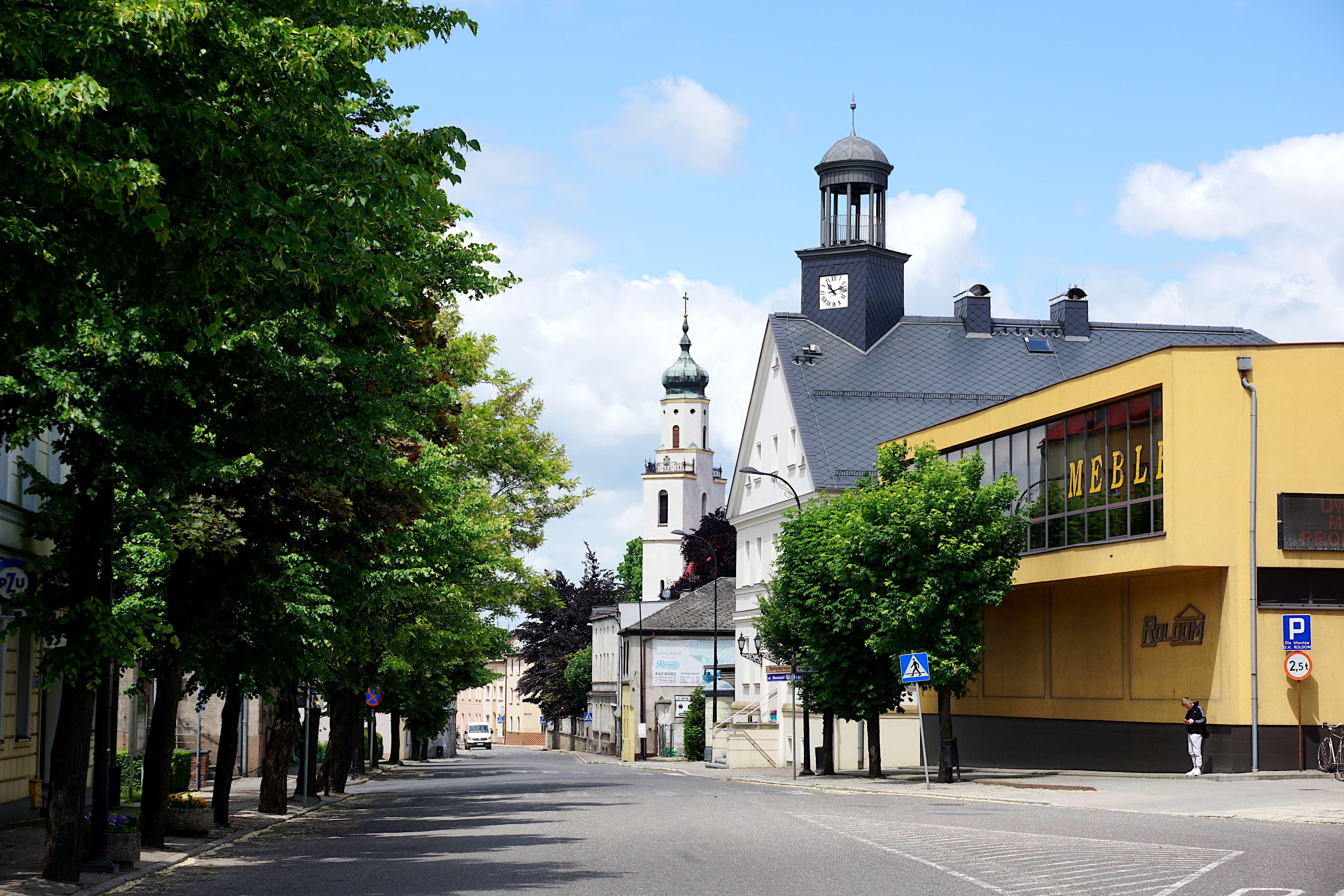
Rua Ratuszowa

No século XVIII, Baborów foi submetida a fiscalização tributária em Prudnik. Após as Guerras da Silésia, Baborów ficou nas fronteiras da Prússia e do condado de Głubczyce. Em 1746, havia uma agência postal em Baborów, subordinada à agência postal de Prudnik. Em 1750, existiam guildas de sapateiros, peleteiros, tecelões e ferreiros. Mesmo na primeira metade do século XIX, a influência tcheca se intensificou na cidade, havia missas nessa língua (o sermão alemão era realizado uma vez a cada 6 semanas) e era ensinado nas escolas, enquanto nas aldeias vizinhas os morávios locais usavam o dialeto sulkoviano, que pertence ao dialeto polonês da Silésia. A construção da ferrovia foi decisiva para o florescimento da cidade. A inauguração cerimonial da linha ferroviária Głubczyce — Racibórz ocorreu em 15 de outubro de 1856. No final do século XIX, uma fábrica de açúcar e uma fábrica de cimento foram construídas aqui: em 1909, 3 olarias, 2 moinhos a vapor, uma casa de malte, uma fábrica de laticínios e uma fábrica de telhas foram inauguradas em Baborów. Uma comunidade judaica surgiu na cidade, o que também acelerou o processo de assimilação à cultura alemã até que a cidade fosse totalmente germanizada na década de 1920.
Em fevereiro de 1919, na Conferência de Paz de Paris, a Tchecoslováquia reivindicou a aquisição territorial de Baborów.
Em 1928, a vila de Jaroniów, foi incorporada a Baborów.
Baborów foi ocupada em 29 de março de 1945 por unidades do 60.º Exército e do 5.º Corpo Mecanizado do 4.º Exército Panzer da Primeira Frente Ucraniana. Durante as lutas com os nazistas, cerca de 200 soldados soviéticos foram mortos.
Em 30 de setembro de 2012, um monumento aos assassinados nas Fronteiras Orientais em 1939–1946 foi inaugurado em Baborów, contendo os brasões de Lviv, Tarnopol, Stanisławów e Łuck.
Em 3 de fevereiro de 2018, uma placa foi colocada na parede da antiga prefeitura, comemorando os prisioneiros do campo de extermínio alemão de Auschwitz-Birkenau, que foram martirizados e assassinados durante a Marcha da Morte de 1945.

## Demografia
Baborów está subordinada ao Escritório de Estatística em Opole, sucursal em Prudnik.
Conforme os dados do Escritório Central de Estatística da Polônia (GUS) de 31 de dezembro de 2024, Baborów é uma cidade muito pequena com uma população de 2 793 habitantes (30.º lugar na voivodia de Opole e 749.º na Polônia), tem uma área de 11,9 km² (27.º lugar na voivodia de Opole e 546.º lugar na Polônia) e uma densidade populacional de 235 hab./km² (27.º lugar na voivodia de Opole e 818.º lugar na Polônia). Nos anos 2002-2024, o número de habitantes diminuiu 18,1%.
Os habitantes de Baborów constituem cerca de 6,59% da população do condado de Głubczyce, constituindo 0,30% da população da voivodia de Opole.
| Descrição                         | Total      | Total    | Mulheres   | Mulheres | Homens     | Homens   |
| --------------------------------- | ---------- | -------- | ---------- | -------- | ---------- | -------- |
| unidade                           | habitantes | %        | habitantes | %        | habitantes | %        |
| população                         | 2 793      | 100      | 1 450      | 51,9     | 1 343      | 48,1     |
| superfície                        | 11,9 km²   | 11,9 km² | 11,9 km²   | 11,9 km² | 11,9 km²   | 11,9 km² |
| densidade populacional (hab./km²) | 235        | 235      | 122,0      | 122,0    | 113,0      | 113,0    |

## Monumentos históricos

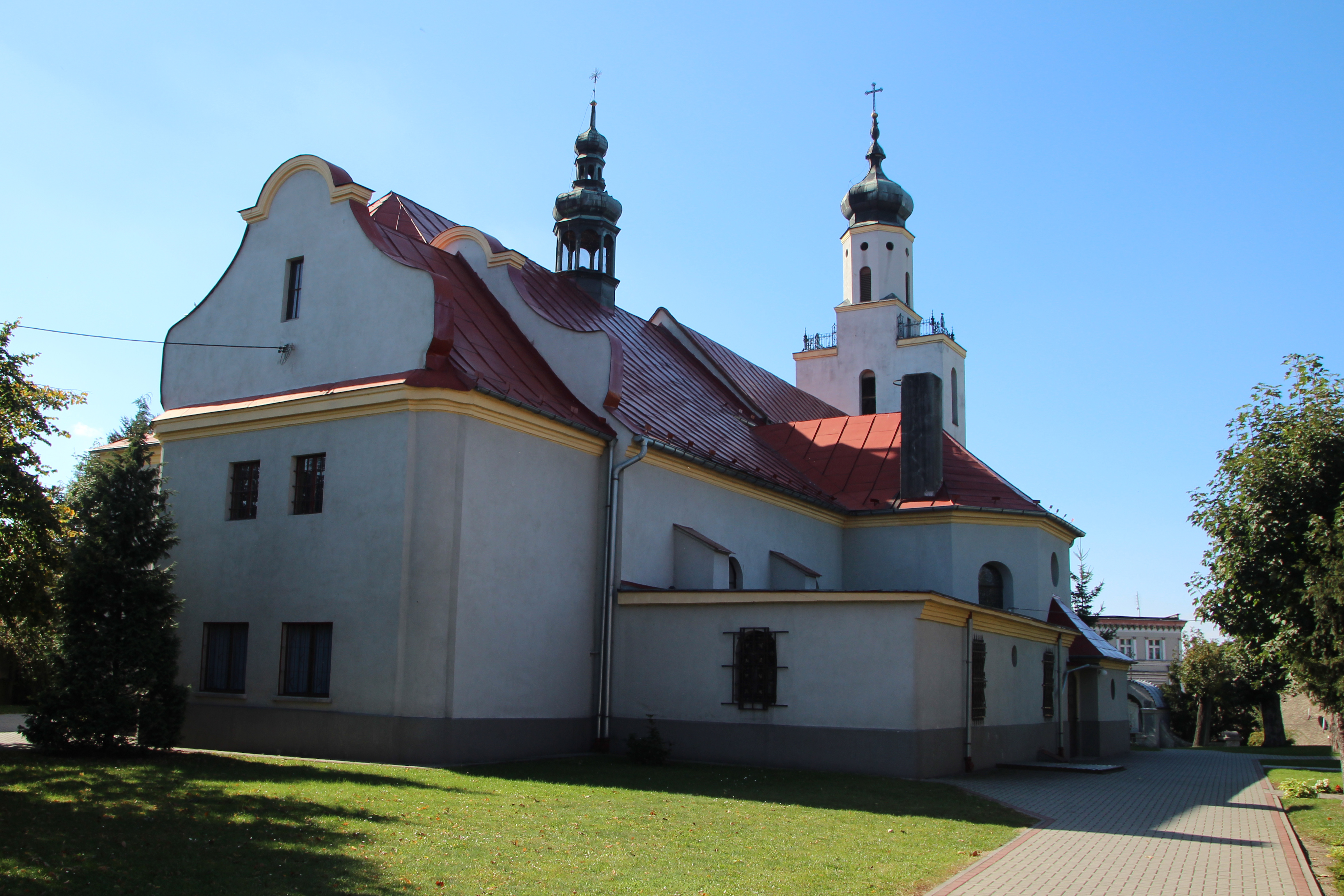
Igreja paroquial da Natividade da Bem-Aventurada Virgem Maria, de meados de século XIX

Estão inscritos no registro provincial de monumentos:
- Cidade Velha
- Igreja paroquial da Natividade da Bem-Aventurada Virgem Maria, de meados de século XIX, 1922
- Cemitério da igreja de São José, barroco, de madeira de 1700–1702 — século XVIII
- Capela do Sagrado Coração de Jesus, rua Opawska 17, de 1889
- Prefeitura, do início do século XIX, segunda metade do século XIX
- Casa, rua Kozielska 15, de 1820
- Casas, rua Raciborska 12, d. 97, 15 d. 88, do século XIX
- Casas, praça principal 13, 17, meados do século XIX
- Casa, rua Wiejska 7, início do século XIX
- Celeiro, rua Wiejska 3.

## Transporte

### Transporte rodoviário
Há seis estradas distritais com um comprimento total de 47,40 km que atravessam a cidade. Essas estradas são:
- 1225O Baborów — Sucha Psina (DK38)
- 1226O Baborów — Dziećmarowy (DK38)
- 1261O Baborów — Szczyty
- 1262O Racibórz — Baborów — Bernacice
- 1277O Baborów — Dzielów

Ao norte de Baborów, na fronteira do município, passa a estrada nacional n.º 38, com 42 km de extensão. Ela atravessa inteiramente a voivodia de Opole e conecta Kędzierzyn-Koźle com Głubczyce.

### Transporte público
A cidade de Baborów é acionista da Associação de Transporte Distrital e Comunal “Pogranicze”, que organiza o transporte público de passageiros nos condados de Prudnik e Głubczyce.

### Transporte ferroviário
Duas linhas ferroviárias ativas passam por Baborów, são elas:
- Racibórz – Pietrowice Głubczyckie[27]
- Kędzierzyn Koźle Oeste – Baborów[28]

A linha ferroviária desativada n.º 325, de importância local, entre Baborów e Pilszcz, também passa pela cidade.
Baborów tem uma estação ferroviária técnica.

## Economia
A comuna é dominada por um ramo da economia — a agricultura. Outros ramos da economia são pouco ou muito pouco desenvolvidos. O mercado de trabalho local tem um número pequeno e decrescente de empregos não agrícolas. A recessão na economia significou que grandes locais de trabalho foram forçados a reduzir o nível de emprego existente. O déficit de novos empregos é evidenciado pelo número de ofertas recebidas de todo o condado em 2000 pelo Escritório de Trabalho do Condado em Głubczyce. A agricultura também está perdendo oportunidades de desenvolvimento no município devido à falta de um mercado agrícola eficiente (incluindo um sistema de estabilização dos preços agrícolas e alimentares), custos de produção resultantes, entre outros, desde a estrutura das fazendas e métodos de cultivo até a alta competitividade no mercado e barreiras de demanda por alimentos. O aumento do desemprego e a falta de novos empregos determinam a situação econômica dos habitantes da cidade e do município. Cerca de 1/3 dos desempregados da cidade e quase 40% da comuna estão desempregados há mais de 12 meses e perderam o direito às prestações.

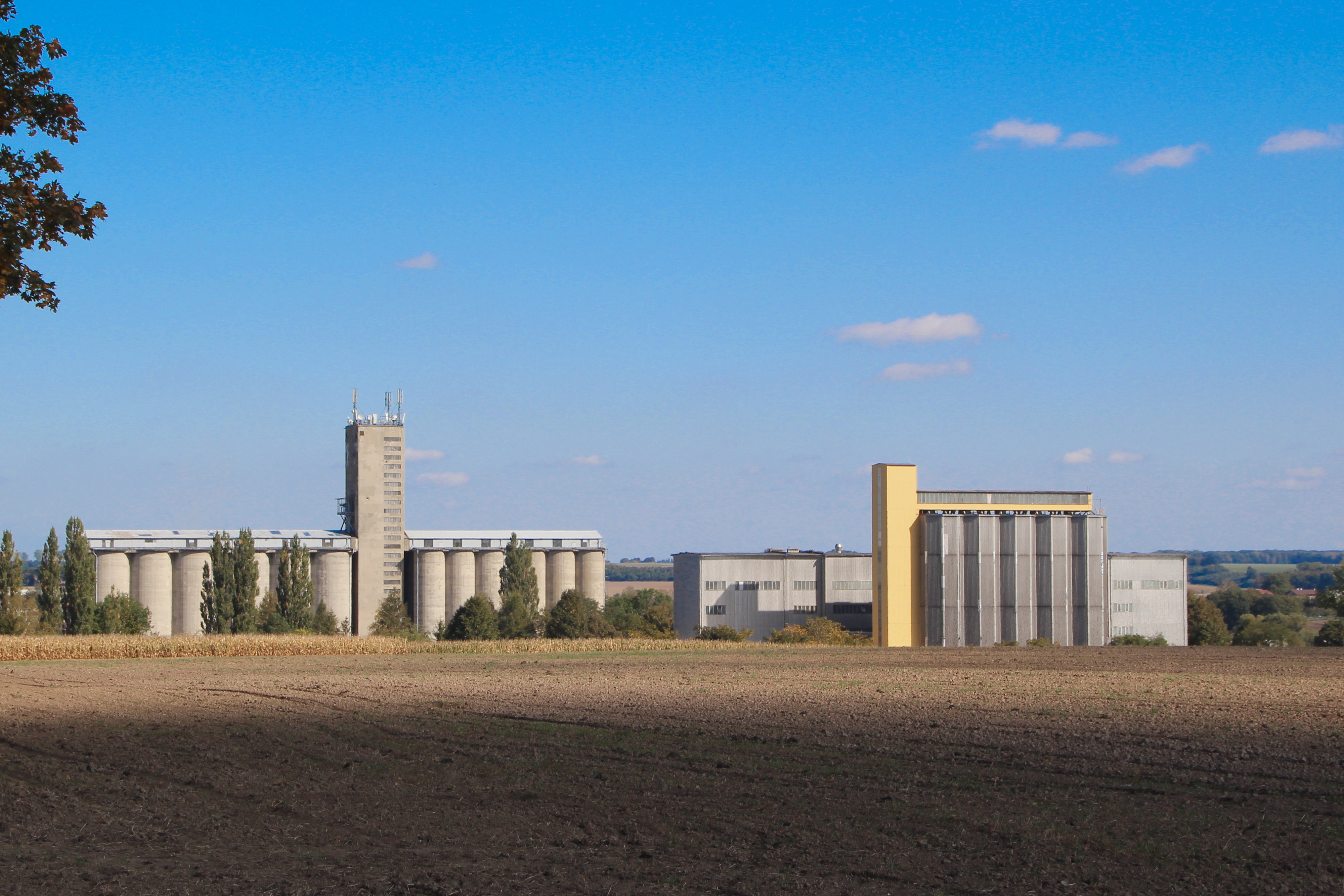
Silos em Baborów

### Indústrias
Indústrias em Baborów:
- Departamento de Serviços Municipais
- Agrol Matejka M. Spółka, rua Kolejowa 17 − mercado de grãos[31]
- Vittera Silos − armazenagem de cereais, farinhas e oleaginosas[32]
- EKOPLON − produção de ração animal e fertilizantes foliares[33]
- PHU Agropol, rua Kolejowa 1 − assessoramento aos agricultores[34]

## Educação
Quinhentos e trinta e sete habitantes de Baborów estão na idade de educação potencial (3-24 anos) (incluindo 256 mulheres e 280 homens). Conforme o Censo Nacional de 2021, 16,0% da população tem ensino superior, 3,4% ensino pós-secundário, 11,7% ensino médio geral e 19,8% ensino médio vocacional. 26,4% dos residentes de Baborów têm educação profissional básica, 3,4% têm ensino secundário inferior e 16,0% concluíram o ensino primário. 3,2% da população completou sua educação antes de concluir o ensino fundamental.
Em comparação com toda a voivodia de Opole, os habitantes de Baborów têm um nível educacional mais baixo. Entre as mulheres que vivem em Baborów, o maior percentual possui ensino superior (19,4%) e educação profissional básica (18,9%). Os homens têm mais frequência no ensino profissional básico (34,5%) e ensino profissional secundário (20,8%).
Em 2021, havia 1 jardim de infância em Baborów, onde 147 crianças frequentavam 7 classes (80 meninas e 67 meninos). Havia 0 vagas disponíveis. Para comparação, em 2008 havia um jardim de infância em Baborów, onde 154 crianças frequentavam 8 classes (78 meninas e 76 meninos). Foram disponibilizadas 187 vagas. 16,6% dos habitantes de Baborów na idade de escolaridade potencial (3-24 anos) situam-se no intervalo dos 3-6 anos — educação pré-escolar (20,5% entre as meninas e 13,1% entre os meninos). Por 1 000 crianças em idade pré-escolar 1 591 frequenta instituições de educação pré-escolar. Em 2018, existiam 0,51 pré-escolares por lugar numa instituição de educação pré-escolar.
Existe uma escola primária com 15 classes, com 295 alunos (135 mulheres e 160 homens). Para comparação, em 2008 em Baborów havia uma escola primária com 339 alunos (148 mulheres e 191 homens) em 15 classes. Na faixa etária de 3 a 24 anos no nível básico (7 a 12 anos) é educado 30,5% da população (25,6% entre as meninas e 35,0% entre os meninos). Há 19,7 alunos por classe nas escolas primárias.
A taxa bruta de matrículas (a proporção de todos os alunos do ensino fundamental para os de 7 a 12 anos) é de 141,15. Na faixa etária de 3 a 24 anos, 16,5% dos habitantes (19,8% de meninas e 13,4% de meninos) estudam no ensino médio (16 a 18 anos). Na faixa etária correspondente à formação em instituições de ensino superior (19-24 anos) há 24,0% residentes de Baborow na idade de educação potencial (21,7% das mulheres e 26,1% dos homens).

## Transportes
A cidade de Baborów é acionista da Associação de Transportes do Condado e Comuna “Pogranicze”, que organiza o transporte público de passageiros nos condados de Prudnik e Głubczycki.

## Segurança
Em termos de proteção contra incêndios e outras ameaças locais, há uma unidade de brigada de incêndio voluntária em Baborów, que está incluída no sistema nacional de resgate e combate a incêndios. A OSP Baborów faz parte da Companhia de Bombeiros “Prudnik”.